# 구인로
구인로(Guin-ro)는 전북특별자치도 순창군 구림면 구림삼거리 에서 순창군 인계면 까지 연결하는 도로이다.

## 주요 경유지
전북특별자치도
- 순창군 (구림면 . 인계면)

## 노선
| 이름         | 접속 노선 | 소재지 | 소재지 | 비고                                         |
| ------------ | --------- | ------ | ------ | -------------------------------------------- |
| 구림삼거리   | 구림로    | 순창군 | 구림면 | 국도 제21호선과 중복 지방도 제729호선과 중복 |
| 구림교       |           | 순창군 | 구림면 | 국도 제21호선과 중복 지방도 제729호선과 중복 |
| 구림교삼거리 | 연산2길   | 순창군 | 구림면 | 국도 제21호선과 중복 지방도 제729호선과 중복 |
| 둔기삼거리   | 광암로    | 순창군 | 구림면 | 국도 제21호선과 중복 지방도 제729호선과 중복 |
| (이름없음)   | 인덕로    | 순창군 | 구림면 |                                              |